# Sham Shui Po Sports Ground
Le Sham Shui Po Sports Ground (en chinois : 深水埗運動場), est un stade omnisports (servant principalement pour le football et l'athlétisme) hongkongais situé à Cheung Sha Wan dans la partie de Kowloon, à Hong Kong.
Le stade, doté de 2 194 places et inauguré en 1988, sert d'enceinte à domicile pour l'équipe de football du Happy Valley Athletic Association.

## Histoire
Lors de la saison 2011-12 du championnat de Hong Kong, le club de football du Sham Shui Po SA utilise le stade pour ses matchs à domicile.
Le 18 septembre 2011, le stade enregistre son record d'affluence lors d'une défaite 2-0 des locaux contre le club du South China AA.
Lors de la saison 2017-18, le club des Biu Chun Rangers déménagent au Sham Shui Po Sports Ground pour jouer leurs matchs à domicile.
Lors de la saison suivante, c'est au tour du club du Hoi King SA de devenir le nouvel occupant des lieux pour ses matchs à domicile.
Lors de la saison 2019-20, le club du Lee Man s'installe au stade.

## Événements
- 1999 : Le Marathon de Hong Kong commence au Central District à Chater Road pour se finir au Sham Shui Po Sports Ground[3].

## Transports
Le stade se situe à 5 min à pied de la station de métro Cheung Sha Wan sur la Tsuen Wan Line.

## Galerie

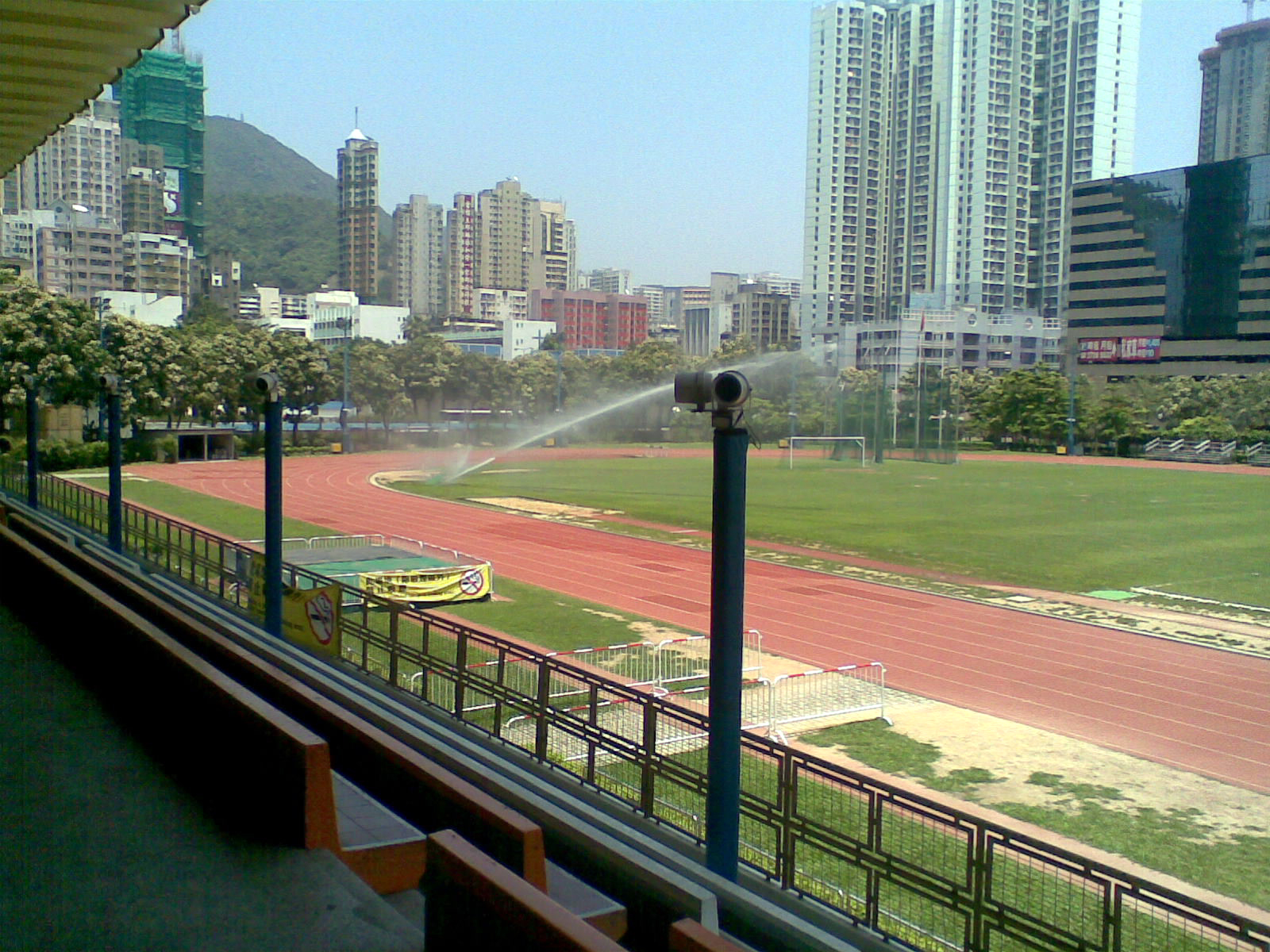
Vue depuis les gradins n°1
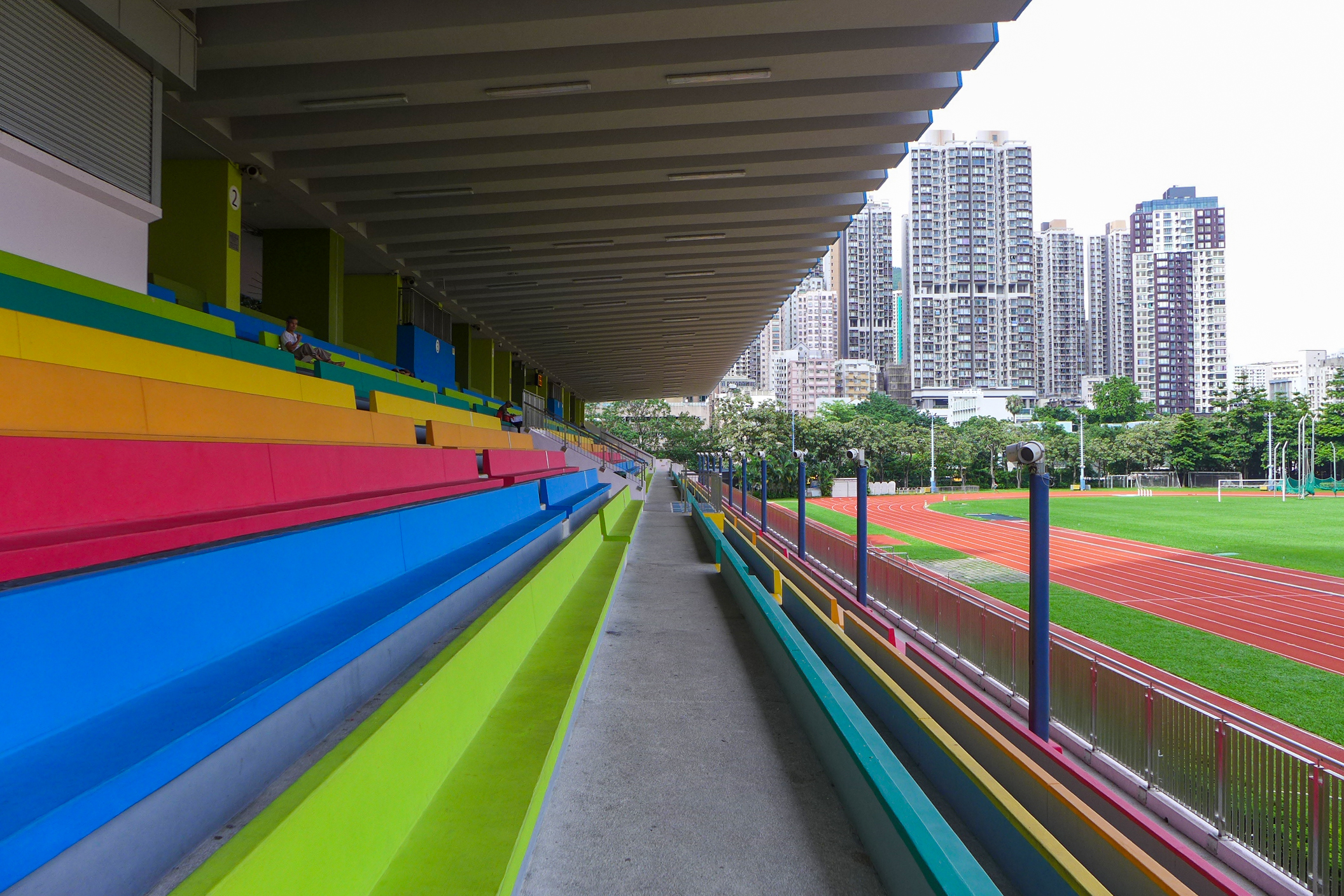
Vue depuis les gradins n°2 (2017)
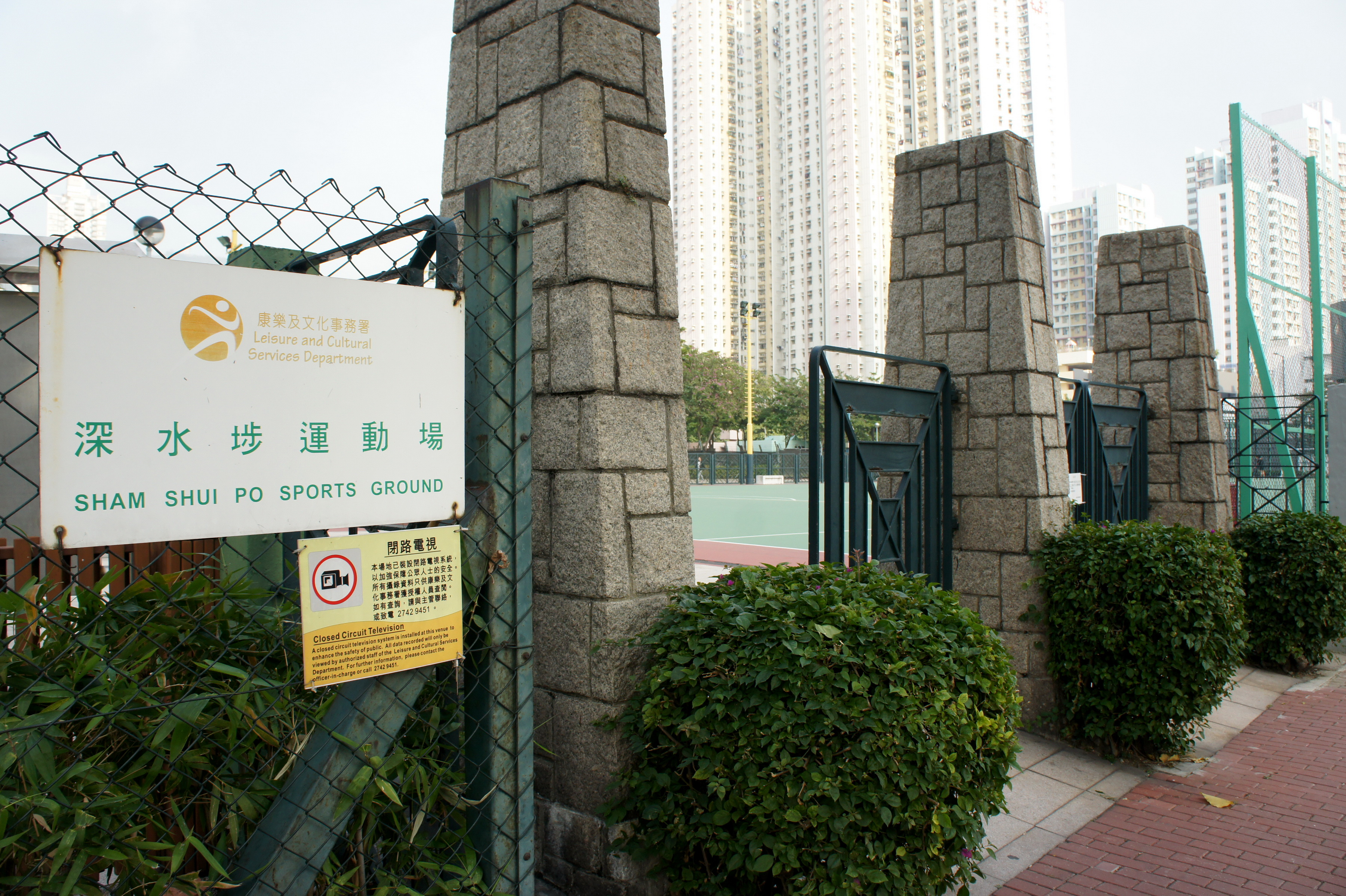
Entrée du stade n°1
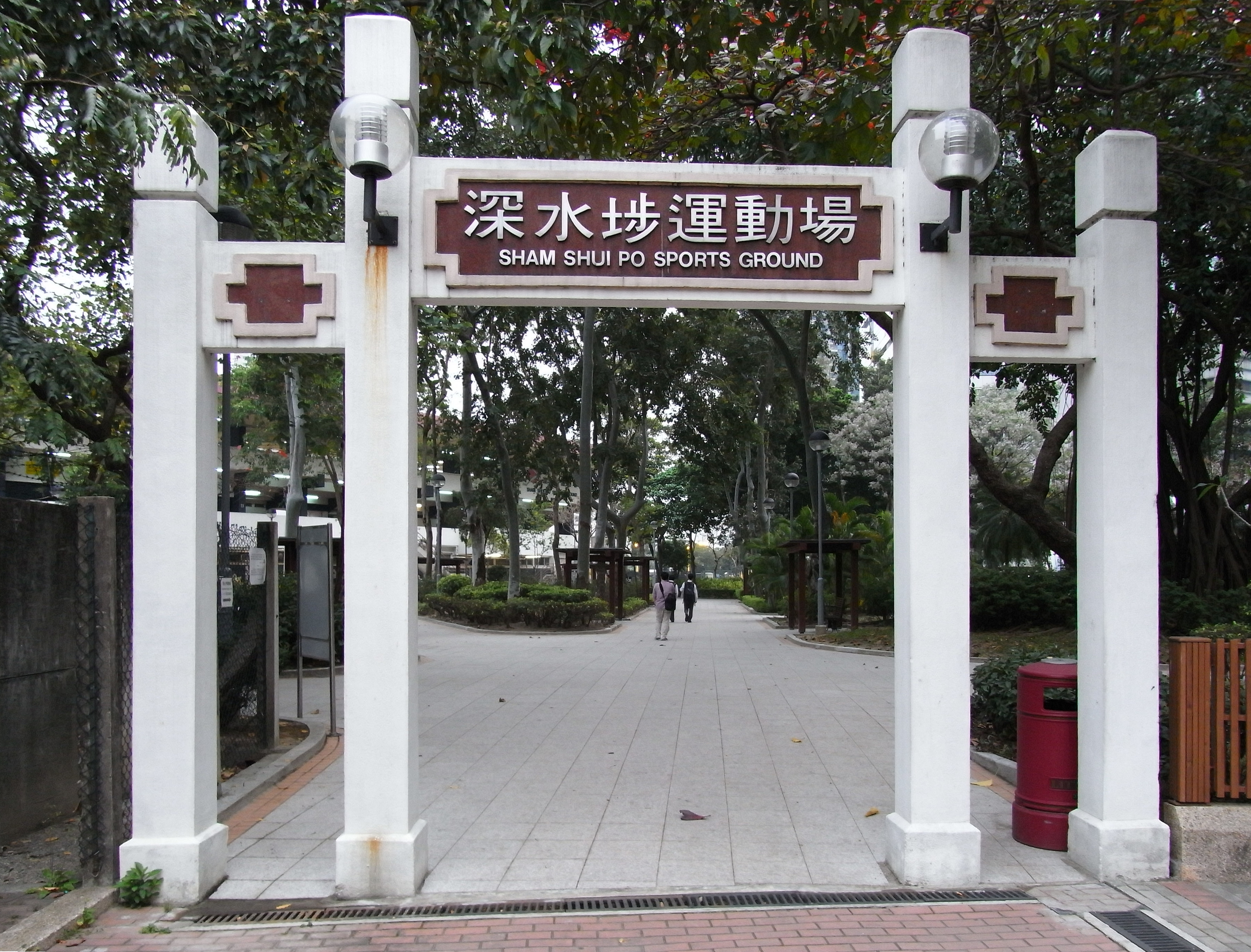
Entrée du stade n°2